# La Vie rêvée des plantes
 (août 2023).
Si vous disposez d'ouvrages ou d'articles de référence ou si vous connaissez des sites web de qualité traitant du thème abordé ici, merci de compléter l'article en donnant les références utiles à sa vérifiabilité et en les liant à la section « Notes et références ».
La Vie rêvée des plantes (Sik mul tūl ūi sa säñ hoa) est un roman de l'auteur coréen Lee Seung-u, paru en 2000. C'est la deuxième œuvre de ce romancier traduite en français, après L'Envers de la vie.

## Résumé
Kihyon, un jeune homme assez peu doué pour les études, après avoir effectué de petits boulots, se met à son compte en ouvrant une société de services. Un étrange commanditaire demande à Kihyon de surveiller sa propre mère, Soh Yongsuk. Ce faisant, il découvre que celle-ci emmène régulièrement son frère infirme, Uhyon, voir des prostituées dans le quartier du Lotus. Après cela, il propose à sa mère de se charger lui-même de cette corvée. Probablement est-ce parce qu'il se sent responsable de l'état de son frère. En effet, lorsqu'ils étaient plus jeune, Kihyon était secrètement tombé amoureux de Yun Sunmi, la petite amie de Uhyon, au point que, lorsque celui-ci s'absentait, il pénétrait dans la chambre de son frère où il pouvait sentir le parfum de Sunmi et écouter les chansons que celle-ci avait enregistré à l'intention de "son photographe". Jusqu'au jour où Kihyon fut réveillé par son frère furieux en le trouvant endormi dans sa chambre. Plus tard, après qu'il s'était rendu au domicile de la jeune fille, et l'avait mise dans l'embarras en lui déclarant sa flamme devant sa famille et Uhyon qui venait d'arriver, Kihyon avait décidé de fuguer, emportant l'appareil photo de son frère avec lui, pour le revendre à Jongno. Malheureusement, sur la pellicule se trouvaient des photos de manifestations anti-gouvernementales et de bavures policières. À la suite de l'incident, une perquisition avait eu lieu au domicile parental, les photos de Uhyon avaient été confisquées et il avait été enrôlé de force dans l'armée. Presque un an plus tard, il perdait l'usage de ses jambes dans un exercice militaire. Bref, sa curiosité attisée, Kihyon poursuit ses recherches et parvient à retrouver Sunmi, qui travaille comme bibliothécaire. Après s'être entretenu avec la jeune femme, il découvre que celle-ci ignorait totalement la situation réelle d'Uhyon, atteint de crises de folie passagère depuis son accident. En outre, au cours de sa filature, il découvre que sa mère se rend près de Namchon, dans le sud de la Corée, où elle s'offre nue à un homme sous un immense cocotier planté devant une maison isolée. Plus tard dans la même journée, sa mère l'appelle et lui demande de venir avec Uhyon à Namchon. Ce qu'il fait le lendemain. Lorsque les deux frères arrivent, leur mère les amène aux funérailles d'un homme, celui qu'Uhyon a vu la veille, et elle commence à leur raconter son histoire commune avec cet homme. Elle leur apprend que quand elle était jeune, elle avait du abandonner ses études pour s'occuper de son père malade. Pour financer ses soins, elle avait commencé par exercer la fonction de préceptrice. Mais ses patrons lui avaient rapidement proposé de travailler dans leur restaurant gastronomique, le Mindeulé. C'est là, alors qu'elle occupait la fonction de serveuse, qu'elle rencontra celui qu'on appelait le secrétaire. Après quelques mois, celui-ci l'emmena à Namchon, exactement à l'emplacement du cocotier, où elle tomba enceinte de son premier enfant. Malheureusement, le secrétaire fut enlevé sous les yeux de Soh Yonsuk qui ne le retrouva que la veille de son décès. Alors qu'elle portait en elle l'enfant du secrétaire, elle accepta la cour que lui faisait un cuisinier du Mindeulé, qui n'était autre que son mari actuel. De retour à Séoul après les funérailles, Kihyon décide de retourner voir Sunmi, prétextant vouloir les réunir, elle et son frère, à nouveau. Alors qu'il espionne cette dernière, il assiste à une dispute où le beau-frère de Sunmi, qui est également son amant, se met à la battre violemment. Volant à son secours, il libère la jeune femme et l'emmène inconsciemment jusqu'à la maison de Namchon, et lui promet d'y amener son frère. Il revient donc à Séoul chercher son frère, mais celui-ci a disparu. Il ne tarde pas à le retrouver dans le parc où il affectionne à aller contempler les arbres. C'est leur père, qui aime lui aussi à parler aux plantes, qui l'a aidé à venir jusque là où il s'est endormi. Après lui avoir avoué qu'il est le mystérieux commanditaire d'Uhyon, son père et lui ramènent Kihyon à la maison, et ce n'est donc que plusieurs jours plus tard, quand ce-dernier est remis, qu'Uhyon l'emmène rejoindre Sunmi à la maison de Namchon.